# Misty Mundae: School for Lust
Pour plus de détails, voir Fiche technique et Distribution.
Misty Mundae: School for Lust est un vidéofilm américain réalisé par Terry West et sorti en 2002. 
La vidéo est également sortie sous le nom de Satan's School for Lust.

## Synopsis
Le père d'une jeune fille riche et gâtée l'envoie à l'internat Diablo, une école pour filles. Elle sera associée à une colocataire lesbienne et aura à faire avec la diabolique directrice. Est-ce que ses visions sado-masochiste étaient des cauchemars ou bien du sexe lesbien satanique ?

## Fiche technique
- Titre : Misty Mundae: School for Lust / Satan's School for Lust
- Réalisateur : Terry M. West
- Scénario : John Bacchus, Terry M. West
- Monteur :
- producteur : Michael Raso, Terry M. West
- Société de production : E.I. Independent Cinema, Seduction Cinema
- Langue : Anglais
- Format : Couleurs
- Pays :  États-Unis
- Genre : Comédie horrifique érotique
- Durée : 1 h 5
- Date de sortie :
  - États-Unis : 31 décembre 2002
  - Royaume-Uni : 7 avril 2003

## Distribution
- Misty Mundae : Primula Cooper
- Darian Caine : Satan
- Barbara Joyce : Miss Beezle
- Ruby Larocca : Phoenix
- Suzi Lorraine : Linda - investigative reporter
- Zoe Moonshine : Kelly Porter
- Terry M. West
- William Hellfire